# Borgo San Paolo
Borgo San Paolo (Borgh San Pàul in piemontese), o semplicemente San Paolo, è un quartiere ubicato nella zona occidentale della città di Torino, appartenente alla Circoscrizione 3, insieme ai quartieri Lesna, Cenisia, Pozzo Strada e Cit Turin, più il piccolo Rione Lancia, chiamato così perché ospitò la casa automobilistica torinese Lancia.
Il territorio di Borgo San Paolo è così delimitato:
- a nord, da Corso Peschiera (confine con Cenisia)
- a ovest, da Corso Trapani (confine con Pozzo Strada)
- a est, da Corso Mediterraneo (Spina Centrale) / Ferrovia Torino-Fossano-Savona - Largo Orbassano (confine con Crocetta)
- a sud, da Via Tirreno esclusa (confine con Santa Rita)

## Storia
Il borgo nacque nelle campagne sud-occidentali fuori dalle mura di Torino agli inizi dal XVII secolo, inizialmente terre di proprietà dei facoltosi conti liguri Olivero, presso la preesistente cascina Pareto, riedificata poi a villa-cascina Olivero (della quale oggi rimane la cascina detta Torassa su via Arbe 19, nel quartiere Mirafiori Nord al confine con Santa Rita). 

Nel 1699 poi, il conte Silvestro Olivero donò ai gesuiti i terreni a nord-est, per far edificare una grande casa di preghiera; il progetto fu appoggiato finanziariamente anche dalla Compagnia delle opere pie di San Paolo (antesignana dell'istituto bancario), da cui il nome del futuro borgo. Tuttavia, nel XIX secolo, l'edificio venne utilizzato ben poco per la preghiera, mentre fu spesso usato come deposito-polveriera e/o come ospedale militare.
Con la soppressione dell'ordine gesuita nel periodo 1773-1814, l'edificio passò poi ai nobili Racca. Nel 1910 la struttura ritornò nelle mani della Compagnia di San Paolo ma, ormai in degrado, fu totalmente demolita nel 1941, per costruire il comprensorio dell'azienda Lancia. Quest'ultimo, rimase in piedi dal 1945 fino al 2011, quindi parzialmente demolito per farne un complesso residenziale (sul lato di Via Monginevro).
La struttura topografica del borgo fu decisa soltanto sul finire del XIX secolo, quando la zona, dal carattere prevalentemente rurale, si trasformò in zona industriale. Le attività artigianali e commerciali del borgo ruotavano intorno alla Piazza Sabotino e alla Chiesa di San Bernardino (in Via Dante Di Nanni, allora via Villafranca), eretta nel 1893 dall'architetto Giuseppe Gallo, in stile neogotico, per onorare il santo predicatore vissuto nel basso medioevo. Notevole fu l'influenza di Giolitti per il progetto della struttura urbana del quartiere: nel 1899, fu decisa una struttura viaria a forma di tela di ragno, in controtendenza con la tipica topografia a "scacchiera" (castrum o quadrilatero romano) della città. Il centro della "ragnatela" delle vie fu deciso dietro la chiesa di San Bernardino, in quella che diventerà presto la piazza-rotonda dedicata a Carlo e Mario Nicolis di Robilant. 

### XX secolo

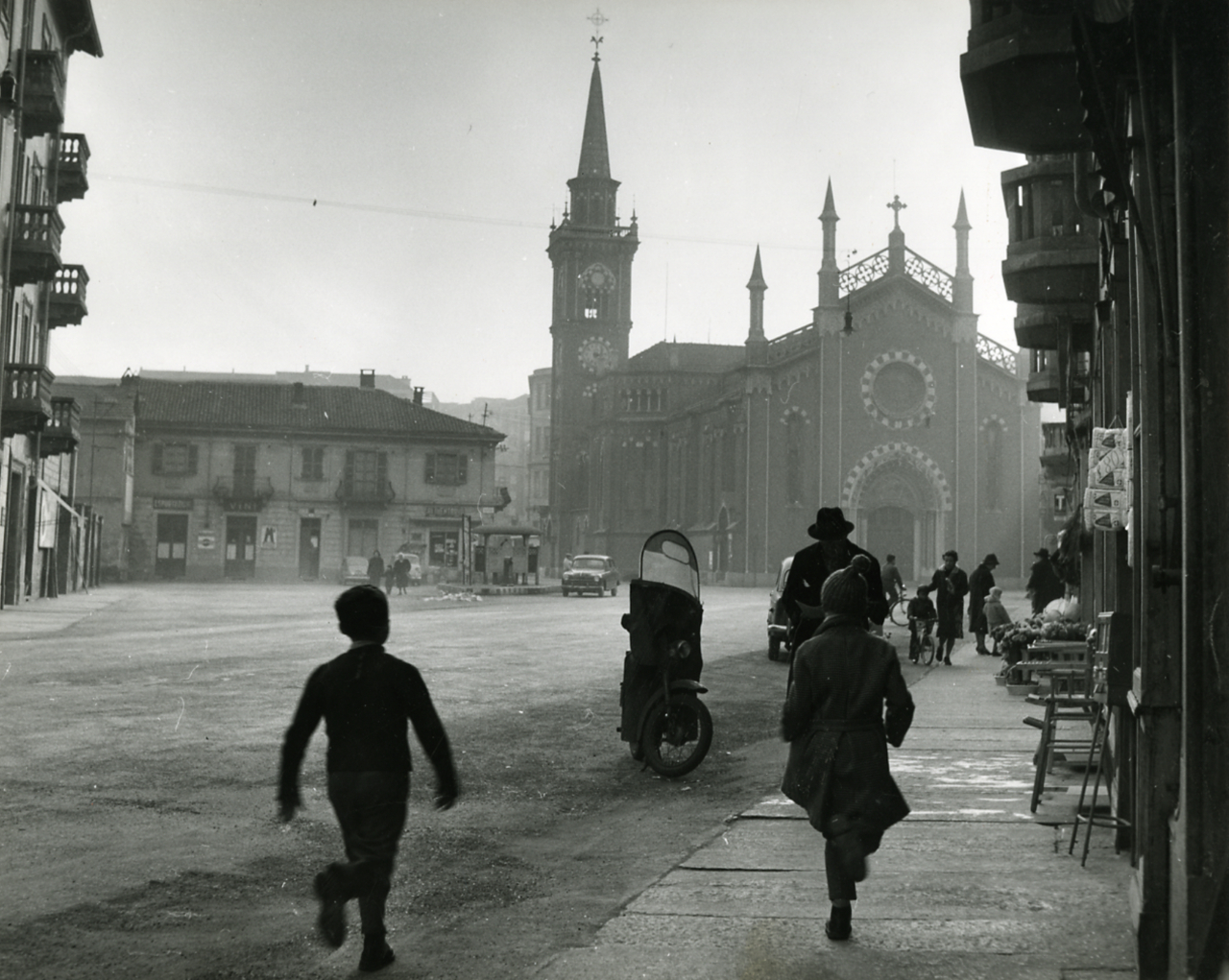
La piazza e la chiesa di San Bernardino in una foto di Paolo Monti del 1966

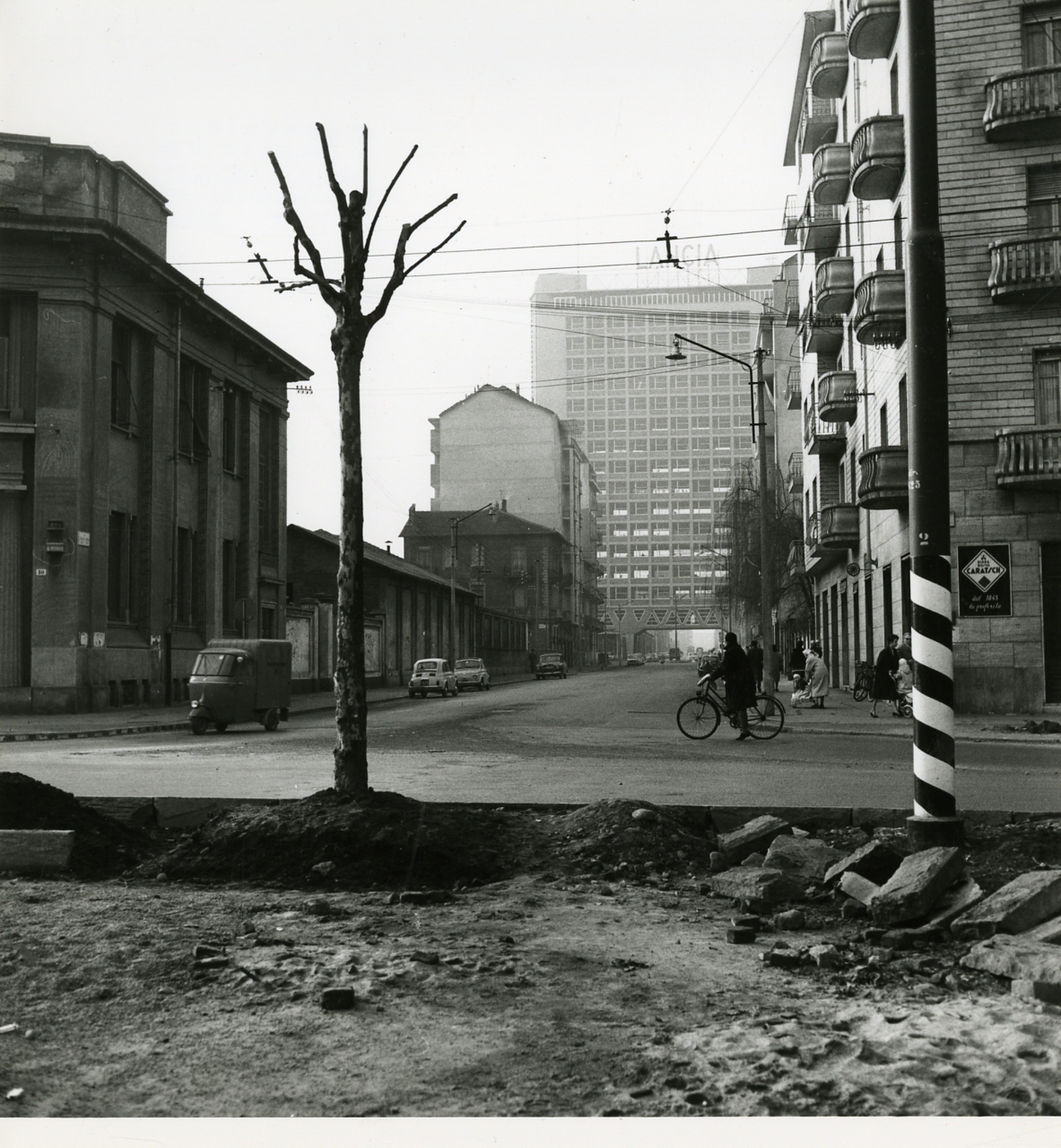
Il grattacielo Lancia, con l'insegna Lancia ancora sulla cima, visto da via Vincenzo Lancia, in una foto di Paolo Monti

Illuminazione di corso Adriatico realizzata da Guido Chiarelli nel 1958

Lampioni Santa Teresa utilizzati per l'illuminazione di corso Adriatico nel 1958.

Nel 1901, arrivò il primo piano regolatore edilizio. La densità di popolazione, all'inizio degli anni venti, crebbe in maniera esponenziale rispetto alla fine dell'Ottocento, superando i ventimila abitanti circa. Tuttavia, il borgo continuò comunque a rimanere una zona periferica e abbastanza isolata dalla città di Torino. Occorrerà attendere la prima guerra mondiale per farlo inglobare completamente nell'assetto urbanistico.
Per quanto riguarda la produzione industriale, il quartiere vide sorgere all'inizio del Novecento numerosi stabilimenti: nel 1905 la SPA (Società Piemontese Automobili), nel 1906 la Lancia (attorno a cui, a partire dagli anni dieci del '900, si sviluppò la borgata Monginevro) e nel 1911 la Chiribiri. Nel 1912, sorgevano invece qui la SIP (Telefonia), l'Ansaldo e gli stabilimenti Pininfarina; più tardi, anche la Materferro (FIAT Ferroviaria). Le fabbriche, ovviamente, diedero un forte sviluppo alla crescita demografica e urbanistica, sia del borgo sia delle zone limitrofe, come il quartiere Cenisia, con il quale andrà a formare una sorta di unica area urbana ad alta densità industriale e operaia.

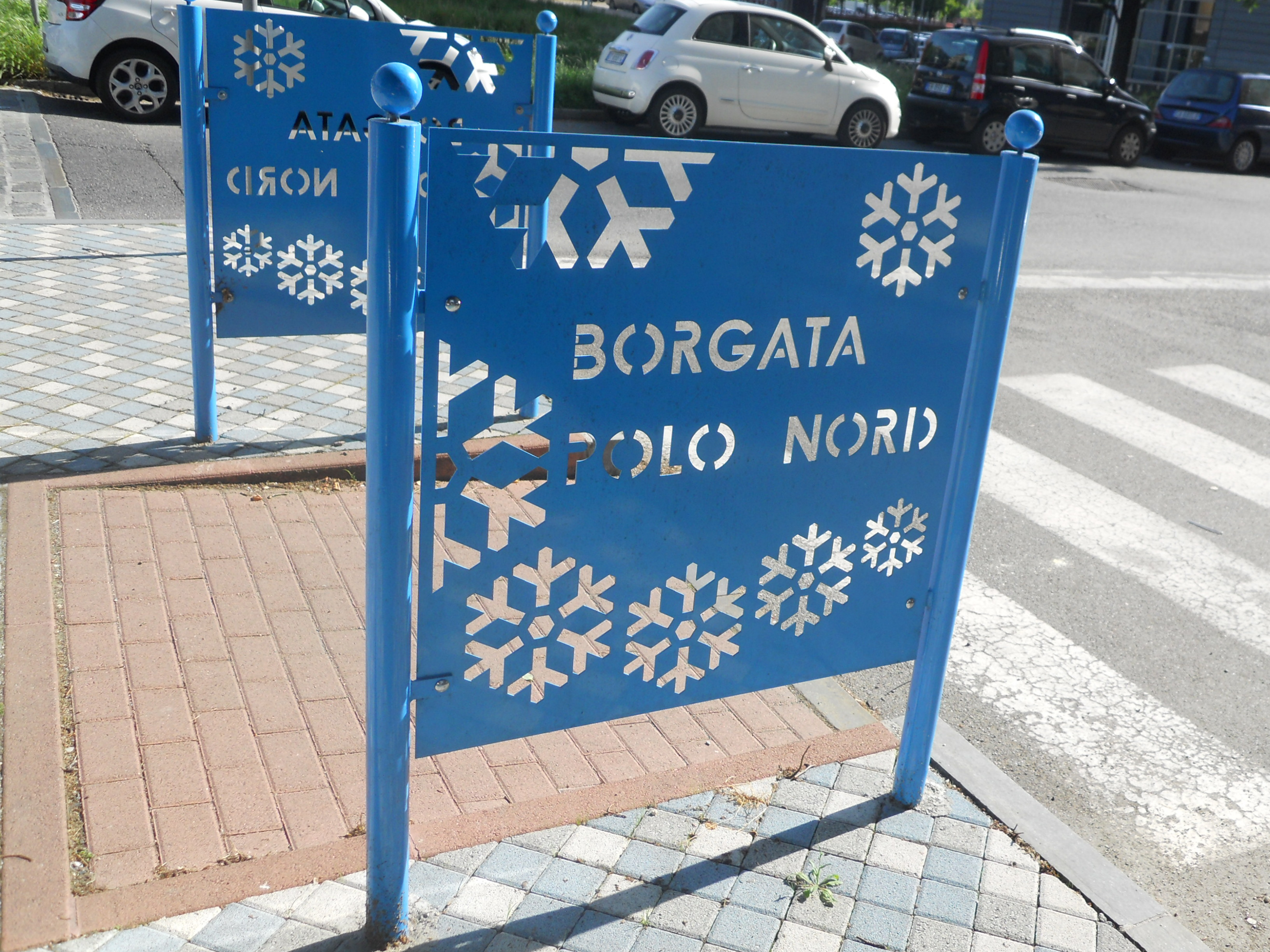
Cartello indicatore della borgata Polo Nord

Ai margini meridionali del quartiere, a ridosso di Santa Rita, si trova la piccola borgata Polo Nord (Pòlo Nòrd), così chiamata per la sua antica funzione di riserva di neve per le ghiacciaie cittadine. È composta da un condominio sull'angolo di piazza Marmolada e da una serie di villette a due piani. Presenta ancor oggi l'originaria struttura di edilizia operaia e rappresenta un esempio di pianificazione ante litteram, in quanto fu progettata e fatta costruire per volontà di una cooperativa di ferrovieri tra il 1912 e il 1916. La recente riqualificazione di Piazza Marmolada, portata avanti dal Comune nel 2014, ha sottolineato proprio le caratteristiche storiche ed architettoniche della borgata.

Negli anni della Resistenza, si distinse in questo quartiere il partigiano Dante Di Nanni (1925-1944), che ebbe il suo rifugio in Via San Bernardino, 14 e al quale fu dedicata la via adiacente, che confluisce in Piazza Sabotino, ed una palestra popolare presso il centro sociale del quartiere, il C.S.O.A. Gabrio in via Millio 42. Il quale da metà anni '90 organizza i festeggiamenti per il 25 aprile, caratterizzando e attualizzando una manifestazione che da piccolo corteo di quartiere è diventato un appuntamento cittadino con oltre 2000 persone che accorrono nel borgo per celebrare la Resistenza e la sconfitta del nazi-fascismo. Negli anni sono state apposte numerose targhe per ricordare i luoghi del borgo che hanno caratterizzato la Resistenza. 
Nel secondo dopoguerra, tra le personalità della politica e dello spettacolo che furono legate al borgo, si possono ricordare Rita Pavone, che nacque e visse da bambina, con la sua famiglia di origine in Via Malta, 45 fino al 1957, trasferendosi poi nelle case popolari FIAT di Mirafiori Sud; Maria Teresa Ruta, che nacque e visse da bambina e adolescente, con la sua famiglia di origine, in Via San Paolo, 88, tra il 1960 al 1977 circa, e Diego Novelli, che ha sempre vissuto in via San Paolo.

### Rione Lancia

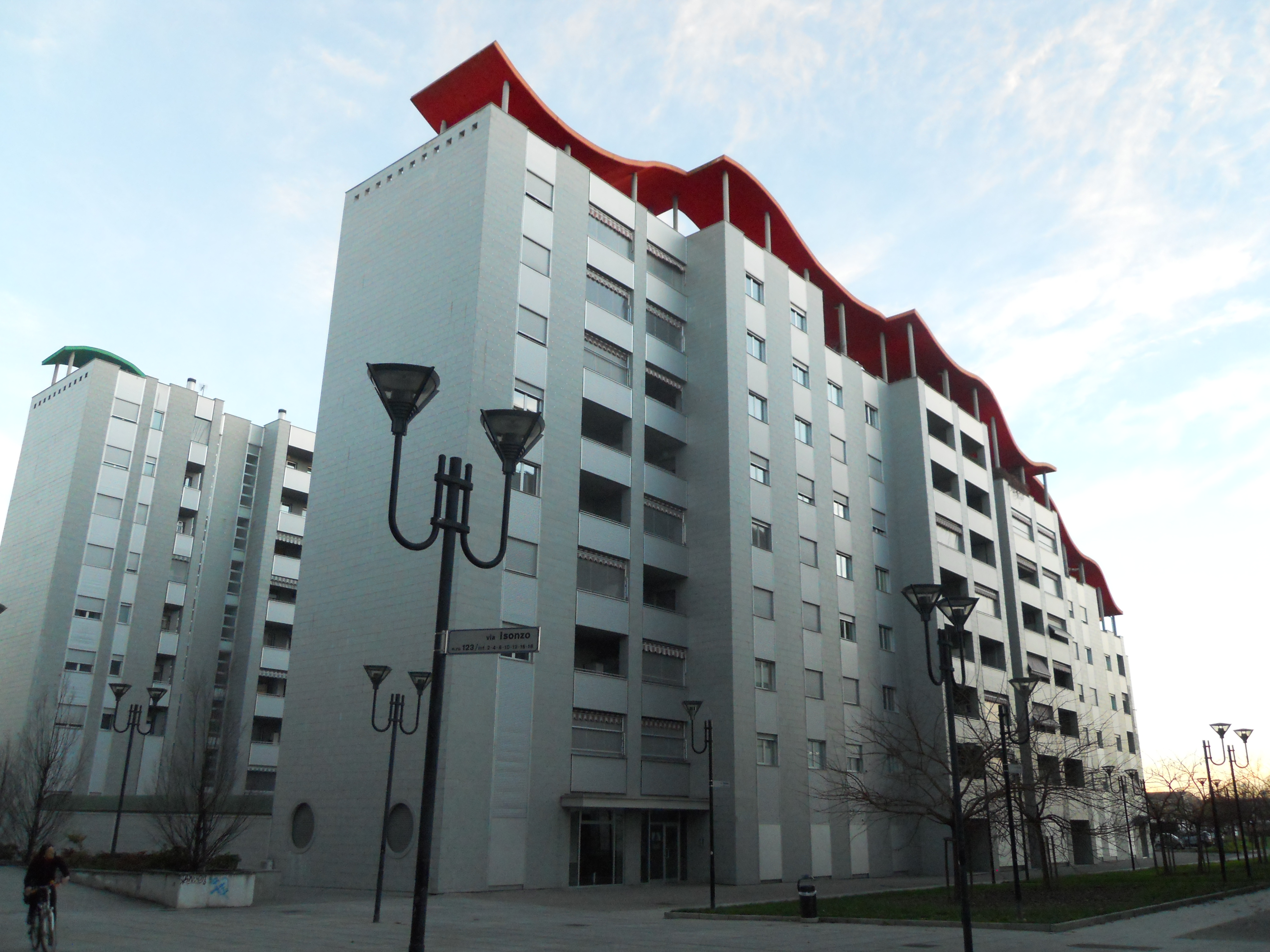
Nuove abitazioni nel rione Lancia

Un particolare discorso è dedicato al fenomeno edificatorio avvenuto intorno agli stabilimenti del comprensorio dell'azienda automobilistica Lancia, nel periodo dal secondo dopoguerra fino alla fine degli anni ottanta. Sull'attuale via Lancia fu eretto, negli primi anni sessanta, un centro di telecomunicazioni (Telecom Italia), ancor oggi operativo.

Il Grattacielo Lancia invece, che ancor oggi spicca sulla via omonima, fu realizzato negli anni cinquanta. Fortemente voluto da Gianni Lancia, proprietario dell'omonima casa automobilistica, è il simbolo del quartiere. Sulla sua sommità svettava, fino ai primi anni duemila, la scritta Lancia, visibile anche da grandi distanze. Nel 2005, già privato della sua storica insegna, l'edificio, insieme al comprensorio, furono venduti dal Gruppo Fiat ad una società controllata da Beni Stabili e dall'immobiliare torinese Gefim, quindi occupato da aziende del gruppo IBM Italia.
Oggi invece, sia il grattacielo che il comprensorio, dopo un lungo periodo sfitto, sono praticamente poco utilizzati ed in attesa di riconversione a servizi ed abitazioni.
 Gli spazi tutti intorno all'ex comprensorio furono riconvertiti progressivamente negli anni 2003-2006 ad area residenziale-commerciale, dando vita a dei nuovissimi condomini, delimitati da via Lancia, via Caraglio, via Renier, via Issiglio, corso Rosselli e corso Trapani.

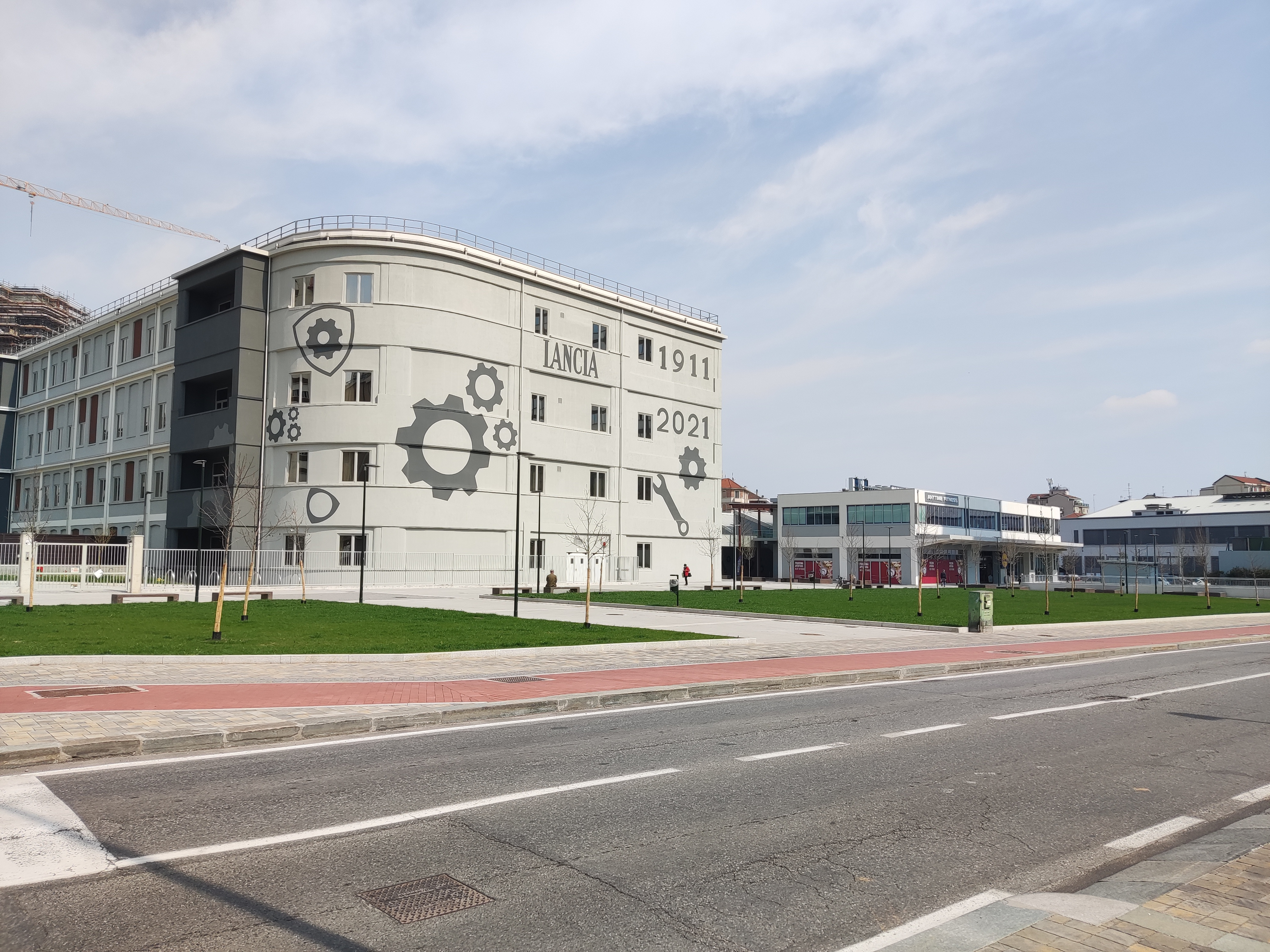
Ex stabilimento Lancia, oggi Parco San Paolo

## Riqualificazioni e opere attuali
Negli anni ottanta e anni novanta, gran parte degli stabilimenti industriali presenti nel quartiere, ormai dismessi, furono abbattuti. Al loro posto, nacquero nuovi insediamenti, facendo di Borgo San Paolo uno dei quartieri simbolo della riconversione di ex-aree industriali, spesso arricchite di opere d'arte contemporanea. Oltre allo storico mercato, nella parte sud di Corso Racconigi, nel borgo sorsero delle nuove costruzioni come, ad esempio:
- il comprensorio di FIAT Gesco e Hotel Residence San Paolo, in Corso Ferrucci angolo Corso Peschiera, con sul retro i giardini San Paolo
- l'opera "Albero-Giardino" di Giuseppe Penone, posta tra Corso Mediterraneo e corso Ferrucci
- il centro ricreativo universitario CUS di Via Braccini, con a fianco il Collegio Universitario, il centro culturale DLF (ex dopolavoro ferroviario) di Corso Rosselli 153

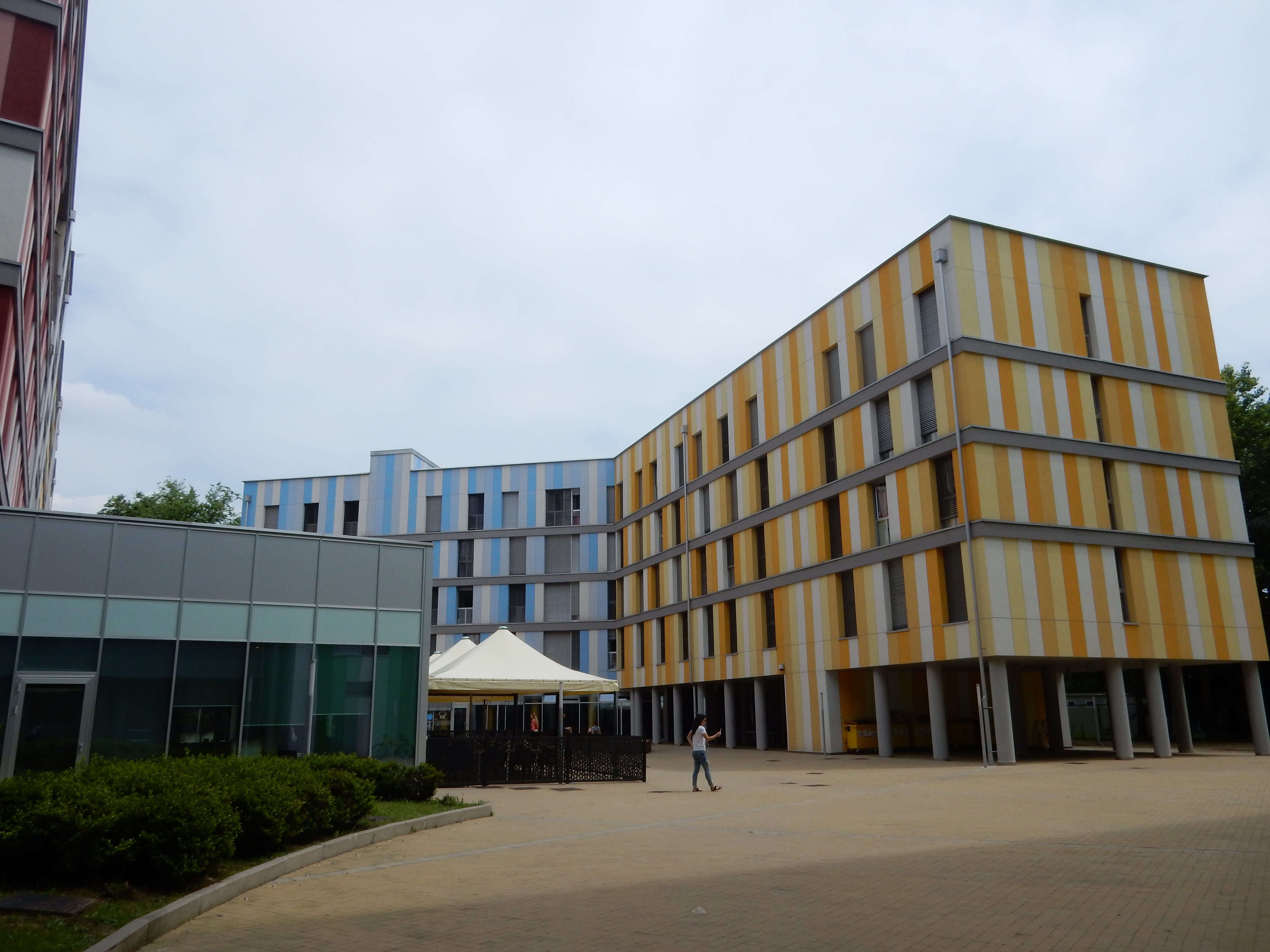
Veduta Campus San Paolo

- il nuovo edificio per il campus universitario "San Paolo", inaugurato a ottobre 2015[7], tra Via San Paolo e Via Renier e con ingresso in Via Caraglio 97.
- le costruzioni per le Fondazioni espositive-artistiche "Mario Merz" di Via Limone[8] e "Sandretto Re Rebaudengo" di Via Modane
- l'ampia area verde recuperata in Piazza Marmolada nel luogo dove esistevano i capannoni della Materferro è stata intitolata in data 24/11/2015 all'atleta Pietro Mennea[9]
- l'area verde tra Via Bagnasco e Corso Lione è stata recuperata ed intitolata dalla città di Torino in data 4 dicembre 2015 allo schermidore Alfredo Pezzana[10]
- il giardino attrezzato tra via Rivalta e via Osasco è stato intitolato dal Comune di Torino al "designer" automobilistico Franco Scaglione in data 19 giugno 2019[11]

### Area ex-MaterferroeSpina 1
Il triangolo compreso tra corso Mediterraneo, corso Rosselli e corso Lione, fa parte della cosiddetta Spina 1, nell'ambito del progetto di riconversione delle aree un tempo occupate da binari ferroviari in superficie e quelle circostanti la Spina Centrale di Torino, un tempo occupato dagli stabilimenti della Materferro.
Il progetto doveva essere completato dalla costruzione dai due edifici a torre nel vertice superiore di questo triangolo. Gli edifici, uno a destinazione terziario e l'altro a residenziale, erano progettati per una altezza rispettivamente di 100 e 65 metri. Il progetto è risultato il vincitore di una gara internazionale indetta dalla società edile Franco Costruzioni.

A distanza di dieci anni dall'approvazione del progetto le difficoltà economiche del gruppo nonché le mutate esigenze di mercato non hanno permesso l'avvio di alcun tipo di costruzione e l'area rimane ancora totalmente da edificare.
La trincea ferroviaria, inoltre, è stata completamente interrata nel tratto da largo Orbassano a corso Peschiera. In superficie è stato creato uno dei tratti della Spina Centrale di Torino, corredato da tre significative opere d'arte contemporanea:

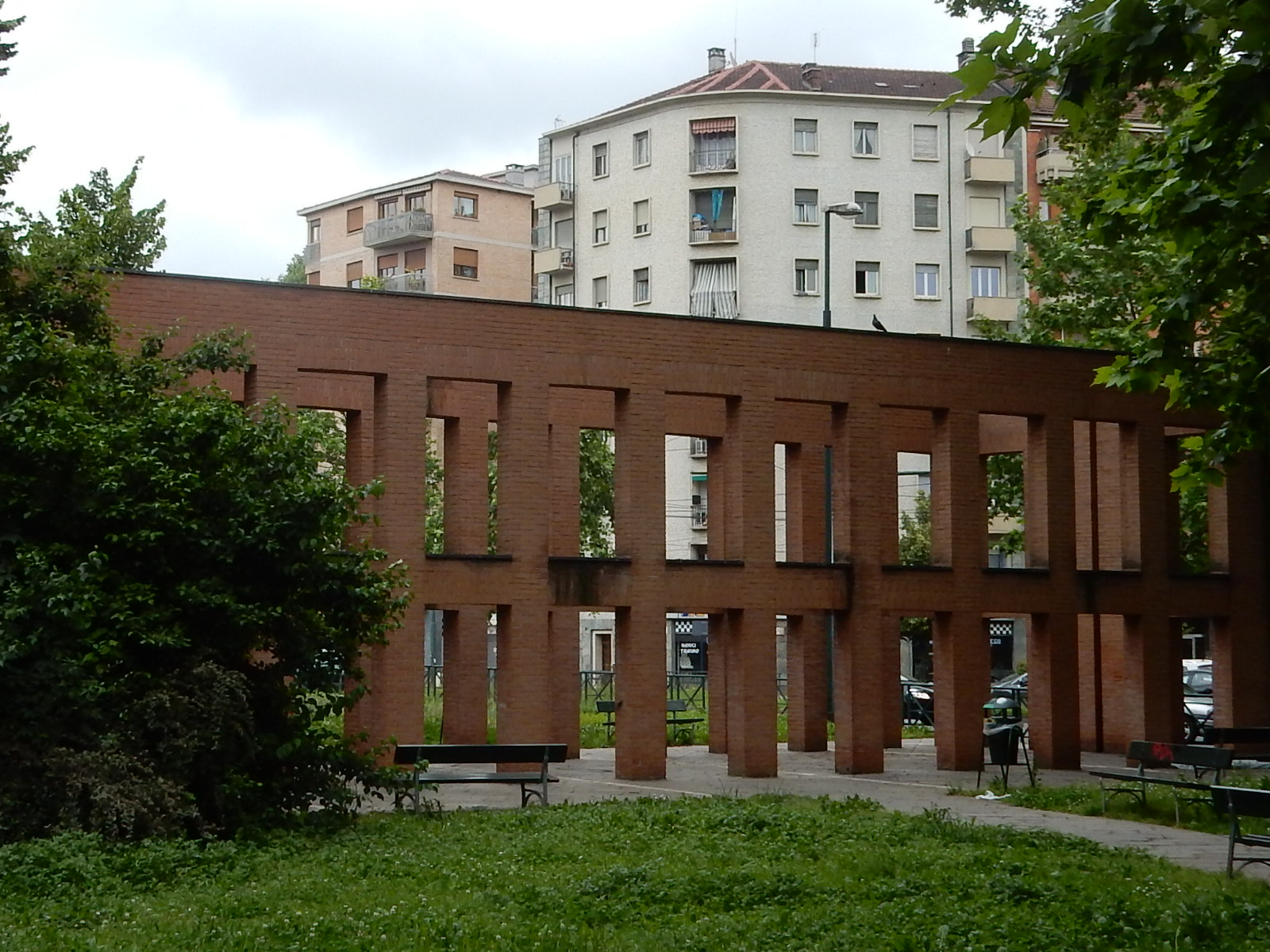
Largo Orbassano: l'opera di Per Kirkeby

- nel giardinetto di largo Orbassano, l'Opera per Torino, costruzione in mattoni di Per Kirkeby (2005);
- all'incrocio tra corso Lione e corso Mediterraneo, a ridosso della zona Santa Teresina del quartiere Crocetta, la fontana-scultura Igloo di Mario Merz, diventata uno dei simboli della riconversione delle aree industriali torinesi; sui quattro lati dell'opera sono segnalati con scritte a neon rossi i quattro punti cardinali, apparentemente sbagliati (in realtà bisogna seguire la freccia indicata dal pannello triangolare trasparente posto sopra la scritta);
- tra corso Mediterraneo e corso Ferrucci, l'Albero-Giardino di Giuseppe Penone.

È stato inoltre completato l'interramento della ferrovia parallela a corso Lione fino a piazza Marmolada, anch'essa oggetto di riqualificazione attraverso la sua trasformazione in rotonda e area verde.